# Tambétin
Tambétin est une localité située dans le département de Tanghin-Dassouri de la province du Kadiogo dans la région Centre au Burkina Faso.

## Géographie
Le village est, tout comme Douré et Wem-Yiri, administrativement rattaché à Nabitinga-2.

## Santé et éducation
Le centre de soins le plus proche de Tambétin est le centre médical (CM) de Tanghin-Dassouri tandis que les hôpitaux se trouvent à Ouagadougou.
Le village possède un centre d'alphabétisation tandis que les écoles primaires publiques sont à Nabitinga-2 et Douré. Les élèves du secondaires doivent en revanche se rendre au collège d'enseignement général (CEG) de Tanghin-Dassouri.